# Begin (小坂りゆのアルバム)
『begin』（ビギン）は、日本の歌手・BeForUのメンバー、小坂りゆの1枚目のオリジナルアルバムである。2004年6月11日発売。

## 概要
- 小坂りゆの初のアルバム作品。BeForUのアルバム『BeForU』のヒットを受けて制作されたもので、コナミの音楽ゲーム・BEMANIシリーズの人気曲「begin」「CANDY♥」のフルバージョンが収録されている。
- すべてのフルバージョン曲はCD初収録。3曲はアルバム用新曲。
- ソロデビューシングル「true...」は収録されていない。
- 店頭販売は無く、コナミスタイルによる通信販売のみ。

## 収録曲
1. begin
  - 作詞：小坂りゆ、作曲・編曲：NAOKI MAEDA
  - 初出は『GUITARFREAKS 8thMIX』&『Drummania 7thMIX』(power up ver.)。
2. VICTORY!!
  - 作詞：小坂りゆ、作曲：NAOKI MAEDA、編曲：KATSUMI YOSHIHARA
  - カバー曲。原曲は『Dancing Stage EURO MIX 2』（『Dance Dance Revolution』の欧州版）収録の「Crash! / mr.BRIAN & THE FINAL BAND」。
3. LIFELESS
  - 作詞：小坂りゆ、作曲・編曲：NAOKI MAEDA
  - カバー曲。原曲は『Dance Dance Revolution 5thMIX』収録の「STILL IN MY HEART / NAOKI」。
4. Remember you...
  - 作詞：小坂りゆ、作曲：NAOKI MAEDA、編曲：PLATINUM PATNUZ
  - カバー曲。原曲は『Dance Dance Revolution 5thMIX』収録の「Remember You / NM feat. Julie」。
5. SPEEDY
  - 作詞：小坂りゆ、作曲・編曲：NAOKI MAEDA
6. glacial
  - 作詞：小坂りゆ、作曲・編曲：NAOKI MAEDA
  - カバー曲。原曲は『Dance Dance Revolution EXTREME』収録の「HYPER EUROBEAT / NAOKI feat. DDR ALL STARS」。『V-RARE SOUND TRACK 5』に収録されたもののロングバージョン。
7. Kiss me
  - 作詞：小坂りゆ、作曲・編曲：NAOKI MAEDA
  - カバー曲。原曲は『Dance Dance Revolution 4thMIX』収録の「HYSTERIA / NAOKI 190」。
8. WHITE SEASON
  - 作詞：小坂りゆ、作曲：NAOKI MAEDA、編曲：Tatsh
  - カバー曲。原曲は『Dance Dance Revolution 3rdMIX』収録の「Silent Hill / Thomas Howard」。
9. DIVE TO THE NIGHT (TЁЯRA WORKS remix)
  - 作詞：小坂りゆ、作曲：NAOKI MAEDA、編曲：jun
  - BeForUの「DIVE」をアレンジした楽曲。オリジナルバージョンはシングル「true...」に収録されている。
10. CANDY♥
  - 作詞：小坂りゆ、作曲・編曲：NAOKI MAEDA
  - 『DDRMAX Dance Dance Revolution 6thMIX』収録の「CANDY★」のボーカルバージョン。初出は『DDR MAX2 Dance Dance Revolution 7thMIX』。
11. Don't Stop The music!!
  - 作詞：小坂りゆ、作曲・編曲：NAOKI MAEDA
  - カバー曲。原曲は『Dance Dance Revolution solo2000』収録の「CAN'T STOP FALLIN' IN LOVE / NAOKI」。
12. Sweetie
  - 作詞：小坂りゆ、作曲：NAOKI MAEDA、編曲：KATSUMI YOSHIHARA
13. Song For You
  - 作詞：小坂りゆ、作曲：NAOKI MAEDA、編曲：PLATINUM PATNUZ
14. ☆shining☆ (unplugged version)
  - 作詞：小坂りゆ、作曲・編曲：NAOKI MAEDA
  - 初出は『pop'n music 9』。